# تصویربرداری مسطح پژواکی

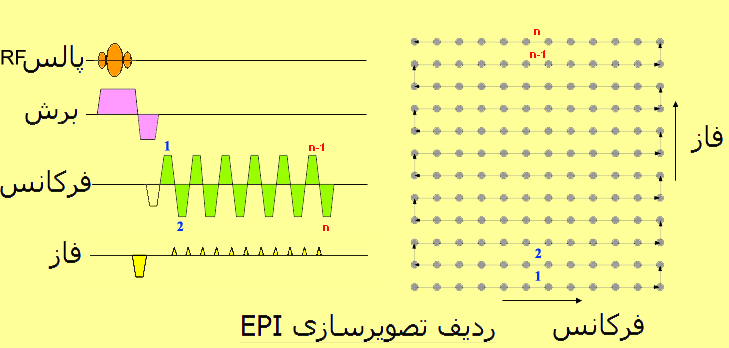
ردیف تصویرسازی EPI به همراه نحوه پر شدن فضای ک مربوطه

تصویربرداری مسطح پژواکی (به انگلیسی: مخفف Echo Planar Imaging) شامل گونه‌ای ردیف ضربانی در تصویرسازی تشدید مغناطیسی است.
در این ردیف ضربانی که هم از نوع ردیف تصویرسازی گرادیان اکو و ردیف تصویرسازی اسپین اکو می‌تواند باشد، از میدان‌های گرادیانی در حال نوسان دائم به‌ویژه تابع سینک استفاده می‌گردد که هدف از آن سعی در جمع آموری حداکثر سیگنال در کمترین زمان ممکن است.
این روش نخستین بار توسط پیتر منسفیلد ابداع گردید، اما امروزه از نسخه بهینه تری از آن به کار می‌رود که توسط جانسون و دیگران توسعه سافت.